# Soiano del Lago
Soiano del Lago är en ort och kommun i provinsen Brescia i regionen Lombardiet i Italien. Kommunen hade 1 888 invånare (2018).